# Katrina Esau
Katrina Esau est une figure emblématique de la culture San en Afrique du Sud et est l'une des dernières locutrices du nǁng, une langue indigène ancienne appartenant au peuple San, également appelé « Bushmen ». 
Sa vie et son engagement pour la préservation de cette langue en voie d'extinction en ont fait une voix précieuse pour la diversité linguistique mondiale.

## Biographie
Née en 1933 dans la région de Upington, dans la province du Cap-Nord, Katrina grandi dans une communauté où le nǁng était parlé couramment,. Avec l’arrivée du colonialisme et les politiques d’apartheid, sa langue et sa culture ont été marginalisées, entraînant une quasi-disparition de son usage.  

## Parcours
Ouma, ou grand-mère Katrina, commence à enseigner le nǁng aux enfants de la région vers 2005 et a ensuite ouvert une école avec sa petite-fille et l'activiste linguistique Claudia Snyman,.
À un âge avancé, elle entreprend la mission urgente de transmettre le Nǁng aux générations futures. Elle ouvre une petite école dans son jardin, où elle enseigne la langue aux enfants de la communauté, espérant ainsi la sauver de l’oubli. Son dévouement à cette cause lui vaut une reconnaissance nationale et internationale, et elle est nommée « Living Human Treasure » par le gouvernement sud-africain. 
Katrina conserve de la fierté pour son héritage linguistique et culturel. Elle devient le symbole de la persévérance et de l'importance de la diversité linguistique. Elle est l'auteur d'un ouvrage de vulgarisation dans cette langue.